# Мюльфельд, Рихард
Ри́хард Мю́льфельд (нем. Richard Mühlfeld, настоящее имя Бернхард Герман Мюльфельд; 28 февраля 1856, Бад-Зальцунген — 1 июня 1907, Майнинген) — немецкий кларнетист, первый исполнитель сочинений Иоганнеса Брамса.

## Биография
Первые уроки музыки получил от своего отца, обучался игре на скрипке и кларнете. В 1873 году получил место скрипача при дворе герцога Саксен-Майнингенского, а шесть лет спустя стал первым кларнетистом в Майнингене и занимал это место до самой смерти. Ганс фон Бюлов, бывший в это время дирижёром оркестра, отметил высокое качество исполнения Мюльфельда и поручил ему проводить репетиции с отдельными группами музыкантов оркестра. В 1881 году он женился на Минне Сейферт и родил с ней двоих детей. Мюльфельд руководил также мужским хором, а в 1890 году был назначен директором придворного театра.
В марте 1891 года в Майнинген приехал Иоганнес Брамс, и дирижёр Фриц Штайнбах отрекомендовал ему Мюльфельда как отличного кларнетиста. Услышав его исполнение, Брамс, не сочинявший до того в течение года, взялся за создание двух произведений с участием кларнета. 12 декабря того же года в Берлине Мюльфельд впервые исполнил Трио a-moll с фортепиано (его партию играл сам Брамс) и виолончелью, а также квинтет h-moll со струнными. Мюльфельду же посвящены две сонаты Брамса (f-moll и Es-dur) для кларнета и фортепиано, ор. 120, написанные в 1894 году и впервые исполненные 7 января 1895 года. Брамс проникся таким уважением к Мюльфельду, что отчислял ему все гонорары за исполнение своих сочинений для кларнета и передал ему рукописи обеих сонат после их публикации.
С 1904 года Мюльфельд жаловался на различные серьезные проблемы со здоровьем. Умер 1 июня 1907 года от инсульта, после постепенной почечной недостаточности. Похоронен на кладбище Майнингер Парк.
В течение 31 года Ричард Мюльфельд выступил с 645 концертами в 138 местах. В дополнение к его деятельности, работал учителем фортепиано.

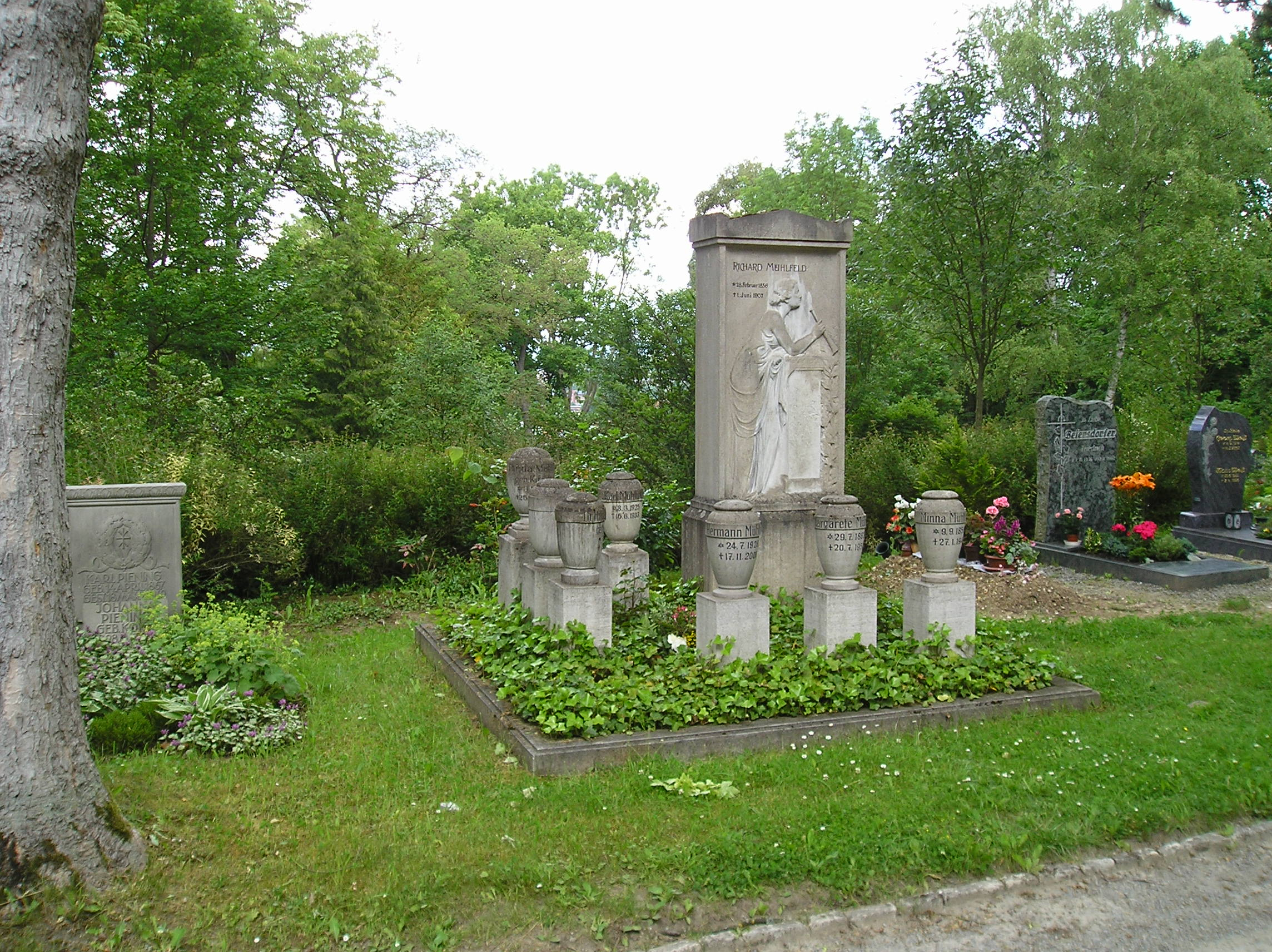
Могила Рихарда Мюльфельда на Кладбище Майнингер Парк

## Творчество
Мюльфельд приобрёл международную известность, неоднократно гастролировал в Англии, где выступал в сопровождении квартета Иоахима и Фанни Дэвис. Среди композиторов, сочинявших для Мюльфельда — Карл Райнеке, Анри Марто, Вальдемар фон Бауснерн, Густав Йеннер (Соната G-dur, op. 5), Чарльз Стэнфорд (Концерт a-moll, op. 80) и другие. Мюльфельд был награждён Королевской Баварской золотой медалью Людвига. Его исполнение отличалось глубоким драматизмом и искренностью интерпретации.